# Zofia Artymowska
Zofia Artymowska z domu Bochenek (ur. 16 stycznia 1923 w Krakowie, zm. 2000 w Warszawie) – polska malarka, graficzka i akademiczka. 

## Życiorys
W latach 1945–1950 studiowała na Wydziale Malarstwa krakowskiej ASP, gdzie uzyskała dyplom w pracowni Eugeniusza Eibischa. W 1952 r. zawarła związek małżeński z Romanem Artymowskim.
Zofia Artymowska zmarła w 2000 roku w Warszawie. Oboje z mężem zostali pochowani na Wojskowych Powązkach w Warszawie (kwatera A3 tuje-1-22).

## Praca zawodowa
W latach 1950–1951 pracowała jako asystentka w Katedrze Perspektywy na krakowskiej ASP, a od 1952 r. na Wydziale Malarstwa ASP w Warszawie.
Od 1962 r. redagowała pismo graficzne „Argumenty” i współpracowała z tygodnikiem „Świat”. 
W latach 1971–1983 była docentką na Wydziale Architektury Wnętrz i Wzornictwa Przemysłowego wrocławskiej PWSSP. Podczas kilkakrotnych dłuższych pobytów w Iraku (1959–1960, 1964–1968, 1977–1979) wykładała malarstwo ścienne i rysunek na Uniwersytecie Bagdadzkim. Wykładała również w Tahrrer College na [[Uniwersytet w Teheranie|Uniwersytecie w Teheranie]].
Była komisarzem wystawy malarstwa polskiego Intergroup 62 w Niemczech. 
W 1992 r. wraz z mężem Romanem założyła fundację „Promocja Polskiej Sztuki Wizualnej” z siedzibą w Łowiczu.

## Twórczość artystyczna

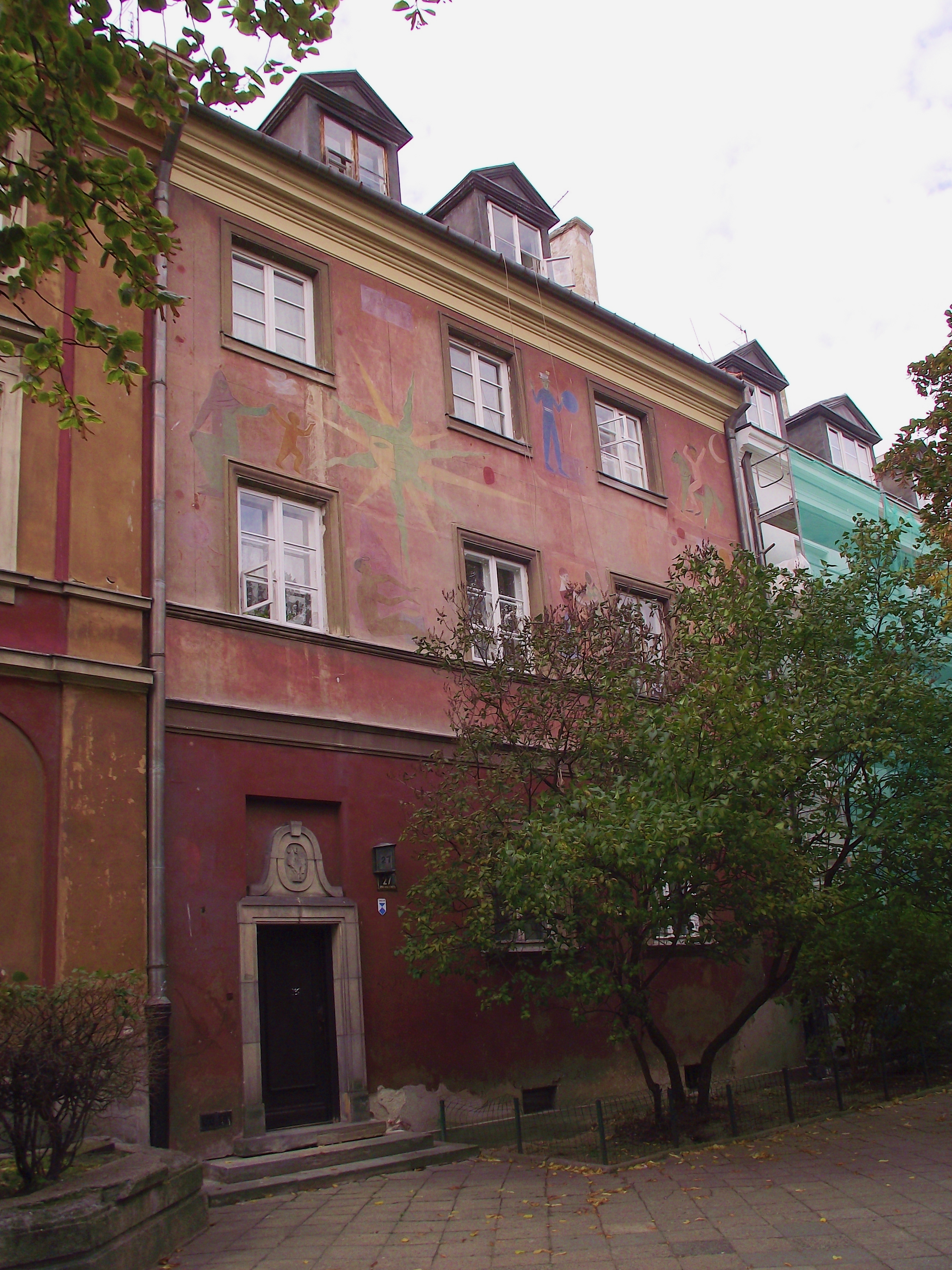
Kamienica przy Rynku Nowego Miasta 27 w Warszawie

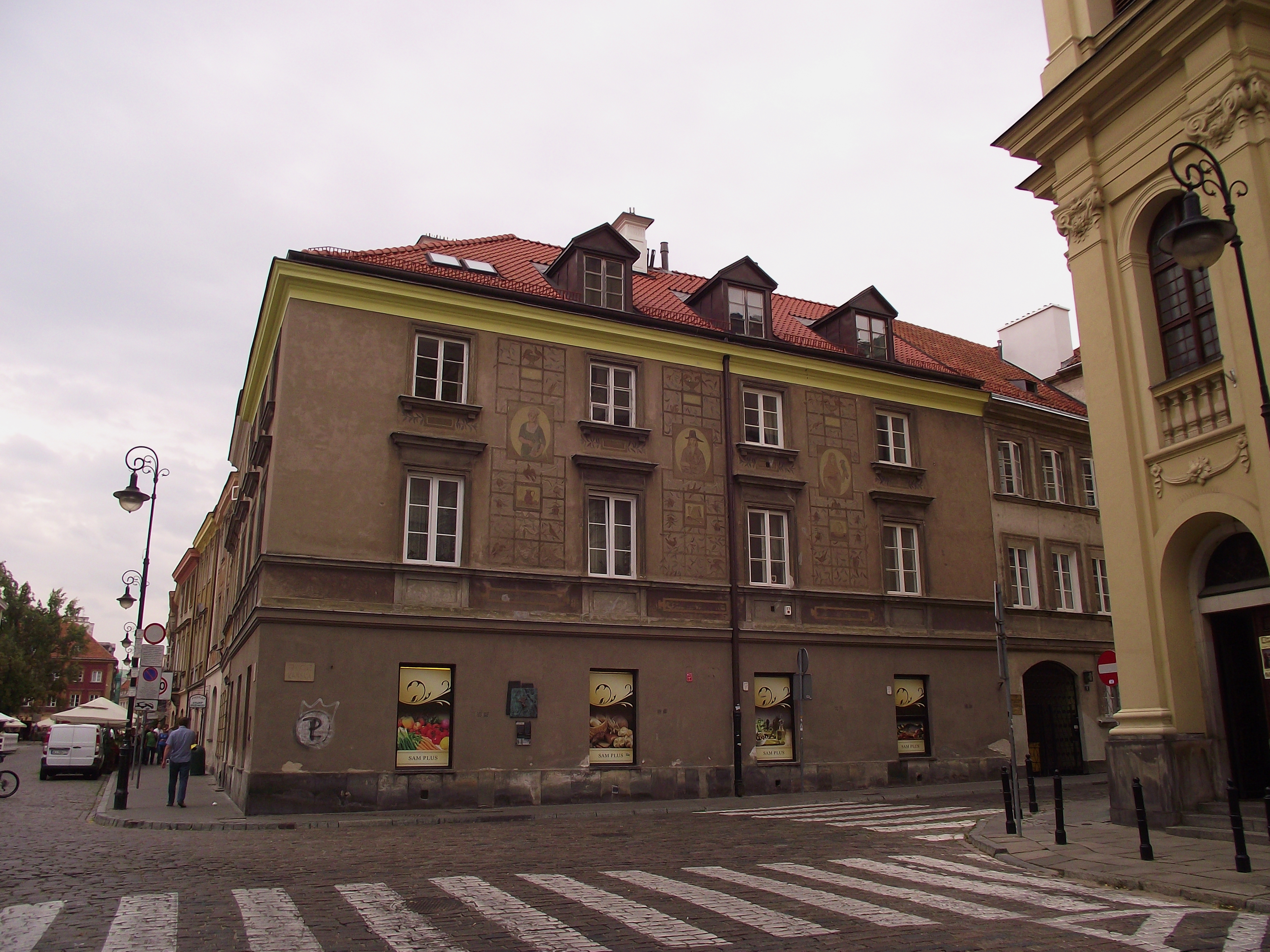
Kamienica przy ulicy Freta 53/55 w Warszawie. Widok od strony ulicy Zakroczymskiej

W 1953 r. wspólnie z mężem wykonała fresk na elewacji kamienicy Rynku Starego Miasta 29, przedstawiający martwą naturę i putta. W 1954 r. z grupą artystów przystąpiła do opracowania pierzei czterech kamienic Rynku Starego Miasta w Warszawie. Do 1957 r. wykonała również sgraffita przy ul. Nowomiejskiej 2, przy Kościelnej 13 oraz przy Nowym Rynku 27, a także fresk na Freta 53/55. Po 1957 r. wykonywała kompozycje niefiguratywne w mozaice ceramicznej i monotypie. Swoje dzieła wystawiała w Galerii Krzywego Koła w Warszawie.

Tworzyła malarstwo abstrakcyjne o silnie zaakcentowanej konstrukcji. Malarka posługiwała się w swoich pracach formą walca. Od 1970 roku tworzyła cykl Poliformy, w którym posługiwała się zwielokrotnionym modułem formy cylindrycznej. Według Marzeny Kozaneckiej-Zwierz, kustosza Muzeum w Łowiczu, historyka sztuki: 

Obrazy Artymowskiej są studiami przestrzeni malarskiej. Artystka „badała” w nich podział kompozycji, możliwość zestawienia różnych form. Dzięki tym eksperymentom Artymowska doszła do Poliform. Punktem wyjścia stała się dla niej forma walca – jako jednostka lub część maszyny. Poliformy tworzone były z matematyczną dokładnością, wyliczeniem miejsca każdego elementu. Powstawały w postaci obrazów (oleje, akryle) a także w rysunkach, grafikach, collages

.

### Ważniejsze wystawy
Miała 30 indywidualnych wystaw, m.in. w warszawskiej „Zachęcie”, w Fundacji Kościuszkowskiej w Nowym Jorku, w Pradze, Budapeszcie, Bagdadzie. Poza tym brała udział w wielu wystawach zbiorowych m.in. w: Monachium, Meksyku, Santa Cruz de Tenerife, Bogocie, Paryżu, Kolonii, Edynburgu, New Delhi, Teheranie, Caracas, Bredzie, Kairze, Ammanie, Stuttgarcie, Pekinie, Ankarze, Londynie i Kuwejcie.
W 1974 r. wystawiała swoje prace w warszawskiej Galerii Zapiecek i w The Mall Galeries w Londynie. W 1975 r. wzięła udział w wystawach we Francji i Holandii. Prezentowała Poliformy na wystawach w Galerii Domu Artysty Plastyka w Warszawie i w Galerii Sztuki Współczesnej w Chełmie.

### Prace artystki w zbiorach muzeów
Jej prace znajdują się w zbiorach Muzeum Narodowego w Warszawie i Krakowie, w Museo de Bellas Artes w Bogocie, Museum of Modern Art w Bagdadzie, Muzeum w Bochum oraz w wielu kolekcjach prywatnych i muzeach okręgowych, m.in. w Stanach Zjednoczonych, byłym ZSRR, Szwecji, Danii, Wielkiej Brytanii, Francji, Iraku, Iranie, Niemczech.

## Odznaczenia
- Nagroda państwowa II stopnia za wykonanie polichromii na elewacji Rynku Starego Miasta 29 w Warszawie (1953)[8];
- Złoty Krzyż Zasługi za sgraffito przy ul. Nowomiejskiej 2 w Warszawie (1954).